# Кашинское
Кашинское — деревня в Тотемском районе Вологодской области России.
Входит в состав Калининского сельского поселения, с точки зрения административно-территориального деления — в Калининский сельсовет.
Расстояние по автодороге до районного центра Тотьмы — 32,5 км, до центра муниципального образования посёлка Царёва — 7,5 км. Ближайшие населённые пункты — Исаево, Климовская, Коровинская, Радчино, Сластничиха.
По переписи 2002 года население — 14 человек.